# Kjell Lagerroos
Kjell Lagerroos (Kimito, 29 de setembre de 1962) és un director de fotografia finlandès.

## Carrera
Kjell Lagerroos va estudiar història de l'art a la Universitat d'Aalto de 1981 a 1983. Va completar amb èxit el seu màster en història de l'art a la Universitat Åbo Akademi de parla sueca el 1988..
Pel seu treball, Lagerroos ha estat nominat diverses vegades a reconeguts premis de cinema com a millor director de fotografia. Pel seu treball a Rukajärven tie i Vinski ja näkymättömyyspulveri va rebre una nominació als Premis Jussi com a millor director de fotografia, i també va rebre un premi pels dos primers. Pel seu treball a la pel·lícula policial sueca Jägarna dirigida per Kjell Sundvall va ser nominat al premi de cinema suec Guldbagge a la millor fotografia el 1997.
El 2022 va rebre el Premi a la millor fotografia al LV Festival Internacional de Cinema Fantàstic de Catalunya pel seu treball a Sisu.
Fins al seu divorci, Lagerroos estava casat amb Klara Kivilahti, la filla de Kaarina Kivilahti, una coneguda empresaria de moda finlandesa. Tenen dos fills junts.

## Filmografia (selecció)
- 1989: Kotia päin
- 1993: Drömmen om Rita
- 1996: Jägarna
- 1998: Sista kontraktet
- 1998: Tulennielijä
- 1999: Rukajärven tie
- 2015: Jordskott (sèrie de televisió, 6 episodis)
- 2021: Vinski ja näkymättömyyspulveri
- 2022: Sisu